# Samsons saga fagra
Samsons saga fagra (la saga de Sansón el Hermoso) es una de las sagas caballerescas posiblemente compuesta hacia finales del siglo XIV. Como se desconoce la fuente original, se considera una saga autóctona islandesa. La saga se divide en dos partes bien diferenciadas, la primera es un romance en el estilo del ciclo artúrico, mezclado con detalles de cuentos de hadas; la segunda parte (titulada Sigurðar þáttr) se asemeja a las sagas de los tiempos antiguos, pero muestra que el autor estaba familiarizado con las Eddas de Snorri Sturluson y literatura afín. La saga se compuso con el fin de revelar, entre otras cosas, la historia de la capa de prueba de castidad y la magia en Möttuls saga antes de llegar a la corte del rey Arturo.

## Sinopsis
Un rey llamado Arturo de Inglaterra (que no es el rey Arturo del ciclo artúrico) tuvo un hijo llamado Sansón el Justo. En la corte de su padre había una rehén irlandesa, la princesa Valentina, de quien Sansón se enamoró. Considerando que no era un partido adecuado para su hijo, el rey la envió a casa de su padre, el rey Garlant de Irlanda. El rey Garlant llevó a su hija de viaje para visitar los rincones de sus reinos más allá de los mares de Bretaña. Aquí aparece un ladrón llamado Kvintalin, que seduce a la doncella en el bosque cuando toca su arpa. Garlant busca a su hija en vano y regresa entristecido a Irlanda. Mientras tanto, Valentina estaba protegida por las artes mágicas de la ama de Sansón, llamada Olimpia. Creyendo que Valentina había muerto, Sansón estuvo a punto de casarse con una princesa bretona, cuando encuentra a Valentina y captura a Kvintalin. El ladrón se comprometió a convertirse en su vasallo, y lo mismo hizo su siervo enano Grelant. Como penitencia, el secuestrador es enviado en un viaje a la lejana tierra de las hadas para robar un preciado manto de muchos colores que servía como una prueba de castidad. La segunda parte de la saga narra la búsqueda de la pieza, y explica con detalle la historia del manto. Valentina fue quien pasó la prueba y fue premiada con el manto, para al final casarse con Sansón, celebrar la boda, y gobernar felizmente sobre Inglaterra.

## Traducción al español
- García Pérez, R. (2017): Sagas caballerescas islandesas. Saga de Mírmann. Saga de Sansón el Hermoso. Saga de Sigurðr el Mudo, Madrid, Miraguano ediciones. ISBN: 978-84-7813-467-0